# Wierzbięcice
Wierzbięcice (niem. Oppersdorf) – wieś w Polsce położona w województwie opolskim, w powiecie nyskim, w gminie Nysa.
W latach 1975–1998 miejscowość administracyjnie należała do ówczesnego województwa opolskiego.

## Zabytki
Do wojewódzkiego rejestru zabytków wpisane są:
- kościół par. pw. św. Mikołaja, z poł. XIII w., XVI w., XVIII w.
  - cmentarz przykościelny parafialny
  - ogrodzenie
- plebania, z XVIII/XIX w.
  - budynek gospodarczy – wozownia

Inne zabytki:

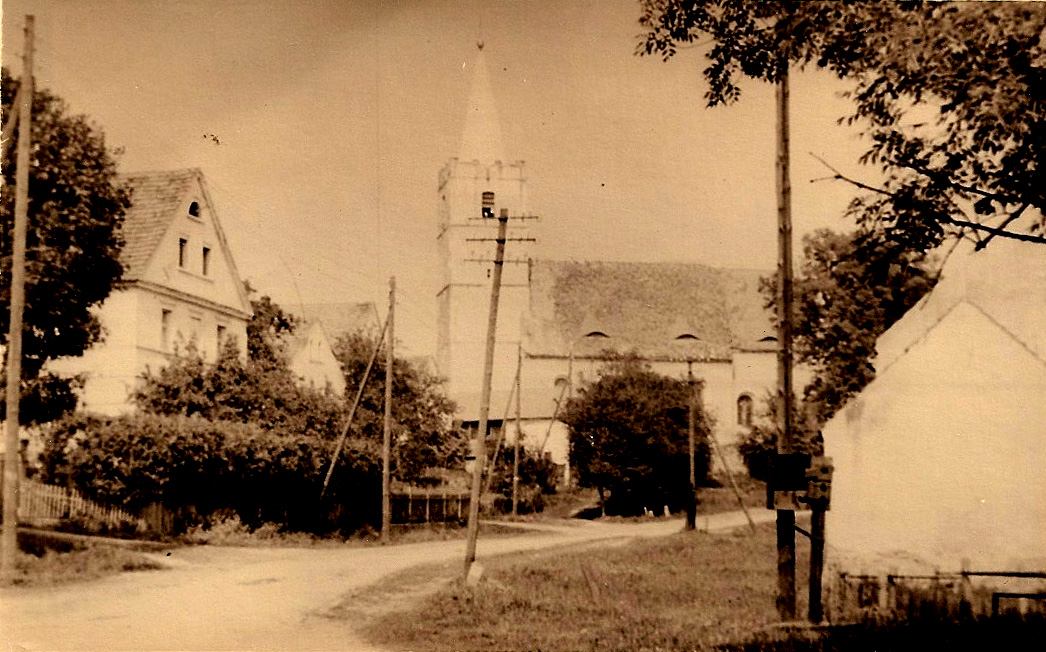
Archiwalne zdjęcie kościoła w Wierzbięcicach.

- Archiwalne zdjęcie kościoła w Wierzbięcicach.dwa krzyże pokutne z ok. XVII wieku.